# Biblioteca Juan Comas
La Biblioteca Juan Comas es una biblioteca especializada en antropología localizada en la Ciudad de México. Está ubicada dentro de las instalaciones del Instituto de Investigaciones Antropológicas (IIA) en el campus de Ciudad Universitaria de la Universidad Nacional Autónoma de México (UNAM). Forma parte del Sistema Bibliotecario y de la Información de la UNAM, mismo que es coordinado por la Dirección General de Bibliotecas y Servicios Digitales de Información (DGBSDI).
Alberga un acervo especializado disponible para su consulta a todo tipo de usuarios. Cuenta con diversas colecciones tanto en formato impreso como en digital: libros, revistas, tesis, mapas, archivos personales, entre otros.

## Historia
La Biblioteca Juan Comas tiene su origen en la antigua Sección de Antropología, creada en 1963 como parte del Instituto de Investigaciones Históricas (IIH) de la UNAM. Con el paso del tiempo y gracias al impulso de investigadores y académicos pioneros de la antropología mexicana– como el antropólogo físico Juan Comas, el etnólogo Paul Kirchhoff, el arqueólogo Eduardo Noguera, el historiador Pedro Bosch-Gimpera y el prehistoriador Luis Aveleyra– la biblioteca comienza su propia historia en el año de 1973, momento en que la Sección de Antropología se convierte en el Instituto de Investigaciones Antropológicas.
En 1976 la biblioteca se muda a su actual ubicación en el nuevo edificio del IIA, y en el año de 1984 adquiere el nombre de Biblioteca Juan Comas, en honor al Dr. Juan Comas Camps (1900-1979), destacado antropólogo físico de origen español exiliado en México.
Como parte de su historia, la biblioteca alberga un gran acervo de materiales y archivos que pertenecieron a destacadas figuras de la antropología mexicana, entre los que se encuentran: Alfonso Caso, Pedro Bosch-Gimpera, Juan Comas Camps, Isabel Kelly, José Luis Lorenzo, Eduardo Noguera, Antonio Pompa y Pompa, Teresa E. Rohde y Alfonso Villa Rojas.
Cuenta con un amplio acervo que incluye publicaciones periódicas, libros, memorias y tesis, tanto en formato impreso como en microfilm. Sus colecciones evidencian un crecimiento constante debido a los procesos de compra y suscripción que se tienen con diferentes editoriales relacionadas al campo de la antropología, así como por el intercambio y canje que se establece con otras bibliotecas pares o afines, sin olvidar, desde luego, las generosas donaciones hechas por particulares y los propios investigadores del Instituto.

## Acervo
La Biblioteca Juan Comas se especializa en los distintos campos de la antropología: antropología física, arqueología, etnología, antropología social y lingüística antropológica con enfoque en los estudios de México y América Latina.
Cuenta con una colección de más de 50 mil títulos de libros, 200 tesis impresas (licenciatura, maestría y doctorado), que se ha acrecentado en recientes años gracias a la Feria del Libro Antropológico; 3 628 títulos de revistas (308 títulos de suscripciones vigentes) 301 rollos de microfilm del Archivo General de Indias y más de 17 mil mapas impresos.  
En los últimos años, la biblioteca ha adquirido en formato digital más de mil títulos de libros, los cuales están disponibles para su consulta y descarga a través de diferentes agregadores y plataformas editoriales de libros electrónicos de la Biblioteca Digital (BiDi) de la UNAM.
Asimismo, la biblioteca desarrolla un proyecto de biblioteca digital que recoge, describe y divulga la mayor cantidad de libros electrónicos en modalidad de acceso abierto del campo de la antropología, publicados en la web bajo licencias Creative Commons y otras licencias libres. Este proyecto contiene más de 400 títulos, todos ellos disponibles en texto completo, listos para su descarga y compartición.

## Colecciones especiales

### Fondos Documentales «Alfonso Caso»
Este Archivo Histórico es un repositorio de documentos que abarcan las diferentes ramas de la ciencia antropológica, como arqueología, antropología física, etnología y lingüística. Está adscrito a la Biblioteca Juan Comas del Instituto de Investigaciones Antropológicas de la Universidad Nacional Autónoma de México.
El espacio fue creado en 1989 al recibir en donación el archivo personal de Alfonso Caso y Andrade, quien presta su nombre a esta área. A partir de esa fecha, empezó a concentrar los archivos personales de antropólogos que formaron parte de la planta académica del Instituto de Investigaciones Antropológicas, de otros que desarrollaron sus actividades académicas en diversas dependencias de la Universidad Nacional Autónoma de México y algunos más en instituciones que trabajaron estrechamente con el IIA, como el Instituto Nacional de Antropología e Historia. Está integrado por 11 archivos personales y 7 colecciones.

### Archivo General de Indias
En el año 2002, el Instituto de Investigaciones Antropológicas adquirió una parte del Archivo General de Indias, en su modalidad de microfilm, documentación que suma un total de 301 rollos que contienen 195 legajos.
Pueden hacer uso del material:
- Investigadores de cualquier área.

- Alumnos mayores de 18 años.

### Fondo cartográfico Jorge A. Vivó
Este acervo está compuesto por aproximadamente 17 mil mapas, los cuales integran las siguientes colecciones:
- Cartografía de la República Mexicana a resguardo por el convenio INEGI - IIA UNAM.
- Cartografía de la República Mexicana adquirida por el IIA.
- Cartografía mundial.

Gran parte de este material está disponible en el catálogo Mapamex de la DGBSDI.